# 遗传早现
遗传早现（英語：Anticipation）是指遗传病传递给下一代时，病症发展随着世代累迭越发早且极可能亦越发严重的现象。这一现象在亨丁頓舞蹈症和肌强直性营养不良等三核苷酸重复序列疾病中极为显著，常见DNA的动态突变。所有伴有遗传早现特征的疾病都伴有神经系统疾病。在其遗传机理研究以前，人们曾一度争论这是否是真实的生物学现象，还是仅仅因有遗传病家系的病患提早自发诊疗的时间产生的统计学现象。

## 发病机制
DNA复制或修复时的序列扩增，有时会导致某一片段的DNA重复扩增，某些三核苷酸重复序列的反复扩增可能会导致疾病。三核苷酸重复序列发生于蛋白质编码区的时候，重复序列扩增会产生功能性获得突变的蛋白。如在亨丁頓舞蹈症中，三核苷酸序列的扩增编码了一长段G片段（GGGG...）。扩增发生于非编码区时，扩增的序列可能会影响序列出现的基因的表达（例如：X染色體易裂症)，或者产生 显性负性效应（例如肌强直性营养不良）。
三核苷酸重复序列必须扩增到一定次数才会产生危害。例如，对于肌强直性营养不良，需要DMPK基因（即致病基因）的3'端非编码区有足够的CTG片段重复次数：该疾病往往是成人发病，致病基因中的CTG重复片段在普通人中往往有5-30次重复，大于50次重复则会产生白内障等轻度病症；减数分裂不稳定所引发的动态突变会增加携带突变致病基因的患者后代所遗传的致病基因中重复序列的序列重复次数，使得发病越来越早，病症越来越严重（大于100次重复则会导致疾病的早发和严重病症，大于400次重复则会在幼年发病）。

## 例子
- 常染色体显性
  - 小腦萎縮症的几种分型
  - 亨丁頓舞蹈症
  - 肌强直性营养不良
  - 先天性胰岛功能不良（英语：Dyskeratosis congenita） – 与TTAGGG（端粒重复序列）异常有关[2]
- 常染色体隐性
  - 弗里德希氏共济失调 – GAA (Note: Friedreich ataxia does not usually exhibit anticipation because it is an autosomal recessive disorder.[3])
- 伴性遗传
  - X染色體易裂症 – CGG
- 无表现类型
  - 克隆氏症[4]
  - 貝賽特氏症[5]